# Grigori Jakowlewitsch Bachtschiwandschi

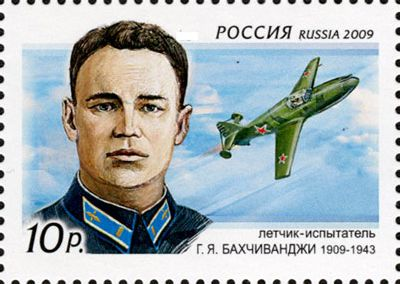
Grigori Bachtschiwandschi und die Bolchowitinow BI-1 auf einer russischen Briefmarke (2009)

Grigori Jakowlewitsch Bachtschiwandschi (russisch Григорий Яковлевич Бахчиванджи; * 7. Februarjul. / 20. Februar 1909greg. in der Staniza Brinkowskaja, Region Krasnodar; † 27. März 1943 bei Swerdlowsk) war ein sowjetischer Testpilot.

## Leben
1925 begann er in einer Gießerei zu arbeiten. Nach seiner Ausbildung zum Schlosser ging Bachtschiwandschi 1931 zur Armee. 1932 wurde er Mitglied der KPdSU. 1933 wurde er zum Piloten ausgebildet. 1934 ließ er sich an der Flugzeugführerschule Orenburg weiterbilden und konnte so  Testpilot der sowjetischen Armee werden.
Nach Ausbruch des Großen Vaterländischen Krieges wurde Bachtschiwandschi zunächst als Jagdflieger in der Luftverteidigung eingesetzt, wo ihm bei 65 Gefechtsflügen fünf Gruppenabschüsse zuerkannt wurden. Im August 1941 wurde er wieder als Testpilot eingesetzt. Am 15. Mai 1942 begann er mit der Erprobung des Raketenflugzeuges Bolchowitinow BI-1. Während eines Testfluges verunglückte er tödlich. 
Für seine Leistungen erhielt er zweimal den Leninorden. Am 28. April 1973 wurde ihm postum der Orden Held der Sowjetunion verliehen. Nach Bachtschiwandschi sind eine Siedlung und ein zugehöriger Haltepunkt an der Eisenbahnstrecke Mytischtschi – Frjasewo benannt, unweit des Zentralen Museums der Luftstreitkräfte der Russischen Föderation bei Monino nahe Moskau. In seinem Heimatort sowie am Flughafen Jekaterinburg, unweit seines Absturzortes, wurden Bachtschiwandschi-Denkmäler errichtet. Nach ihm ist eine Reihe von Straßen in Orten Russlands und der Ukraine benannt.